# Iso-Valkeinen
Iso-Valkeinen är en sjö i Finland. Den ligger i kommunen Kuopio i landskapet Norra Savolax, i den centrala delen av landet, 300 km norr om huvudstaden Helsingfors. Iso-Valkeinen ligger 89,1 meter över havet. Den är 12,8 meter djup. Arean är 37,2 hektar och strandlinjen är 4,93 kilometer lång. Sjön  ingår i Vuoksens huvudavrinningsområde. 
I övrigt finns följande vid Iso-Valkeinen:
- Pieni-Valkeinen (en sjö)